# 韦科尔赛姆
韦科尔赛姆（法語：Weckolsheim，法語發音：[vɛkɔlsaim] ⓘ）是法国上莱茵省的一个市镇，属于科尔马-里博维莱区。

## 地理
韦科尔赛姆（48°0'10"N, 7°30'45"E）面积6.93 平方千米，位于法国大東部大區上莱茵省，该省份为法国东部内陆省份，是阿尔萨斯的一部分，今与下莱茵省组成了阿尔萨斯欧洲集体，其北临下莱茵省，西接孚日省，西南接贝尔福地区省，东侧沿莱茵河与德国相望，南与瑞士接壤。
与韦科尔赛姆接壤的市镇（或旧市镇、城区）包括：阿尔戈尔赛姆、埃滕什拉格、福尔格尔赛姆、奥贝尔萨阿桑、代瑟奈姆。
韦科尔赛姆的时区为UTC+01:00、UTC+02:00（夏令时）。

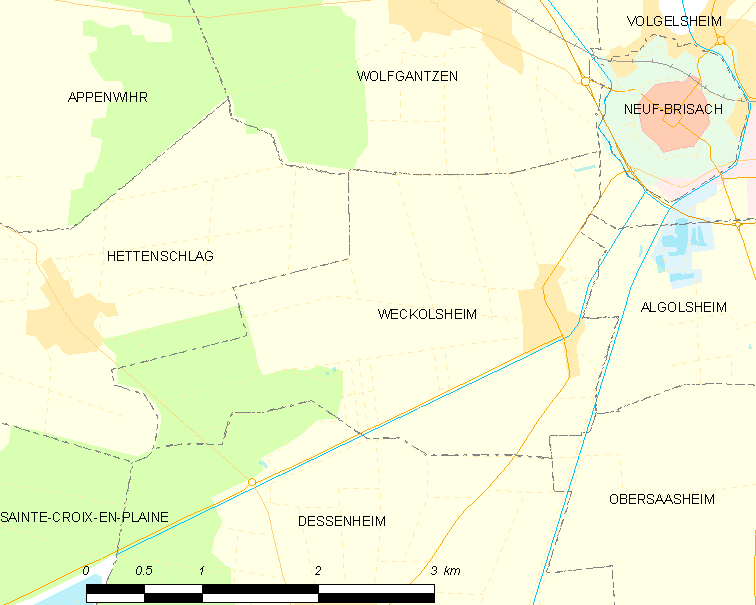
韦科尔赛姆的OSM定位图

## 行政
韦科尔赛姆的邮政编码为68600，INSEE市镇编码为68360。

## 政治
韦科尔赛姆所属的省级选区为恩西赛姆县。

## 人口

1962-2008年间韦科尔赛姆人口变化图示

韦科尔赛姆于2022年1月1日时的人口数量为719人。